# Lotofagowie

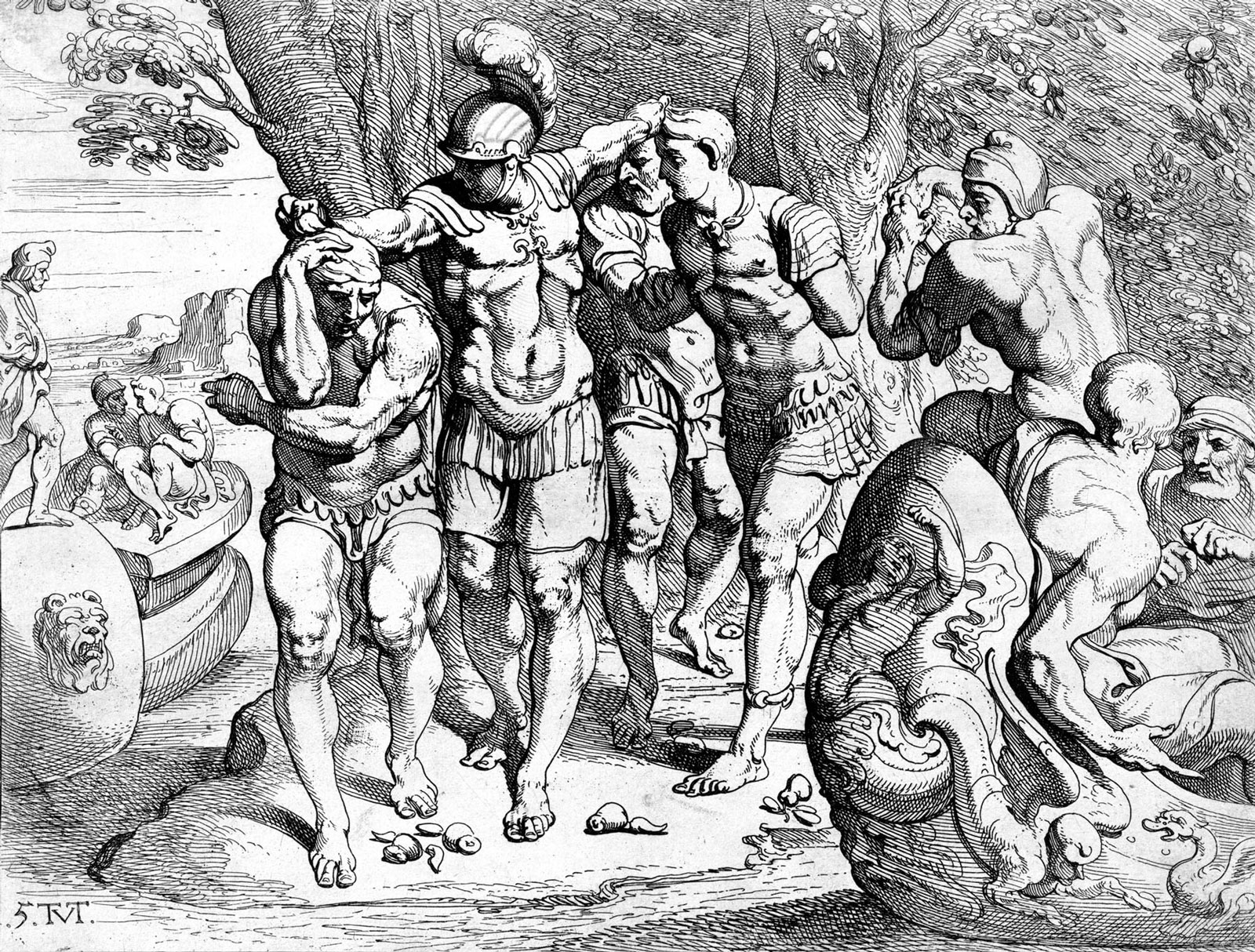
Odyseusz u Lotofagów. Francuska rycina z XVIII wieku.

Lotofagowie (gr. Λωτοφάγοι Lōtophágoi „Zjadacze Lotosu”) – w mitologii greckiej przyjaźnie usposobiony lud u którego przebywał Odyseusz, żywiący się jedynie owocami lotosu (prawdopodobnie chodzi o głożynę), które mają smak miodu, oraz rozgniecionymi kwiatami. Przybyszy częstowali tą wyśmienitą potrawą, w ten sposób podróżny zapominał o wszystkim, chcąc jedynie pozostać w ich kraju. Jest to związane z grą słów w języku greckim, ponieważ lotos (lōtós) i zapomnienie (lēthē) brzmią podobnie. Przydarzyło się to Odyseuszowi w jego wędrówce. Kiedy część jego załogi zapomniała o Itace, siłą zabrał ich na statek i przywiązał do ław wioślarskich. W starożytności sytuowano ich w północno-wschodniej Afryce, na wybrzeżu Libijskim wymienia ich Herodot w Dziejach.